# رامي داوود
رامي داود هُو مغني راب وممثل وكاتب أغاني وناشط ومؤلف سوداني أمريكيّ من أصل نوبي، تنحدر عائلته من بلدة وادي حلفا النوبية بالسُّودان. اشتهر رامي داود بالمُوسيقى الّتِي تسلط الضوء على الحَيَاة في الشتات،  وبدور البُطولة في الفيلم القصير الحائز على عدَّة جوائز فيصل يذهب إلى الغرب (2013).
في عام 2021 تعاون مَع مطبعة تاراس لِلمُشاركة في حملة كيك ستارتر "اقرأ وأكتب واحسب - (بالنوبية: ⲅⲉⲣⲓ، ⲫⲁ̄ⲓ̈، ⲟ̄ⲙⲓⲣ!)" لنشر أربعة كتب مكتوبة باللغات النوبية لتشجيع محو الأمية بالأبجديَّة النوبية، مِنهَا كتاب لِلأَطفَال مكتوب باللُغتين النوبية والإنجليزيَّة لتعليم الأرقام النوبية ويتضمّن مراجع مختلفة للثقافة النوبية.

## التسجيلات
ألبومات
- يوميات خطر (2008)
- انعكاسات (2013)
- قشطة (2017)
- أنا لأننا (2018)
- فقدت في العلية (2021)

## الأفلام
| العام | الفيلم          | الدّور | النوع        |
| ----- | --------------- | ----- | ------------ |
| 2013  | فيصل يتجه للغرب | فيصل  | دراما        |
| 2013  | خِيَار            | خصم   | دراما / صامت |
| 2018  | الإرهابي رقم 4  | أمير  | كوميديا      |
| 2020  | ثورة من بعيد    | نَفسُه  | وثائقي       |